# Tușnad
Tușnad é uma comuna romena localizada no distrito de Harghita, na região histórica da Transilvânia. A comuna possui uma área de 76.64 km² e sua população era de 2146 habitantes segundo o censo de 2007.